# 3473 Саппоро
3473 Саппоро (3473 Sapporo) — астероїд головного поясу, відкритий 7 березня 1924 року.
Тіссеранів параметр щодо Юпітера — 3,533.
Названо на честь міста Саппоро (яп. さっぽろ(札幌) саппоро), що знаходиться на Хоккайдо (Японія).